# الخافض (أسماء الله الحسنى)

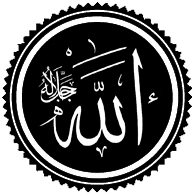

الخافض هو اسم من أسماء الله الحسنى. يقول الخطابي في «شأن الدعاء»: الخافض الرافع: وكذلك القول في هذين الاسمين يستحسن أن يوصل أحدهما في الذكر بالآخر، فالخافض: هو الذي يخفض الجبارين ويذل الفراعنة المتكبرين والرافع: هو الذي رفع أولياءه بالطاعة فيعلي مراتبهم وينصرهم على أعدائه ويجعل العاقبة لهم، لا يعلو إلا من رفعه الله، ولا يتضع إلا من وضعه وخفضه والرافع: المعلي للأقدار.
ويقول الحليمي كما في «الأسماء والصفات» للبيهقي (1/193): (ولا ينبغي أن يفرد الخافض عن الرافع في الدعاء، فالخافض: هو الواضع من الأقدار والرافع: المعلي للأقدار.